# La Bastide-du-Salat

La Bastide-du-Salat este o comună în departamentul Ariège din sudul Franței. În 1 ianuarie 2022 avea o populație de 202 de locuitori.